# Schule des Begehrens
Schule des Begehrens (Originaltitel: L’École de la Chair) ist eine Verfilmung des Romans Nikutai no gakkō (1963) von Mishima Yukio aus dem Jahr 1998.

## Handlung
Die etwa vierzigjährige erfolgreiche, aber innerlich leere Geschäftsfrau Dominique, die sich nach Liebe verzehrt, überredet den halb so alten bisexuellen Stricher Quentin, sich von ihr aushalten zu lassen. Obwohl sie ihn nicht einmal sympathisch findet und unter seiner Gefühlskälte leidet, gelingt es ihr erst nach längerer Zeit, sich von ihm wieder zu befreien.

## Hintergrund
Der Film lief erstmals im Wettbewerb der Internationalen Filmfestspiele von Cannes 1998.

## Kritiken
„Ein ausgesprochen düsteres modernes Melodram, das illusionslos über den Warencharakter von Sexualität und Liebe meditiert und in einem ausgeklügelten Rollenspiel ein zynisch gewordenes Welt- und Menschenbild beschreibt. Die von hervorragenden Darstellern gespielten Figuren bewegen sich dabei innerhalb der eleganten Inszenierung wie in einem Wachtraum und versinnbildlichen auf ebenso subtile wie ernüchternde Weise die Innenlandschaft ihrer Seelen. Darüber hinaus ist der Film eine faszinierende Hommage an die Schauspielerin Isabelle Huppert.“

## Auszeichnungen und Nominierungen
- 1998: Internationale Filmfestspiele von Cannes – Nominierung Bester Film
- 1998: Festival International du Film Francophone de Namur – Nominierung Bester Film
- 1999: César – Nominierung Beste Hauptdarstellerin: Isabelle Huppert
- 1999: Acteurs à l'Écran – Nominierung Bester Hauptdarsteller: Vincent Martinez